# Manzhou (Pingtung)
Manzhou (chinesisch 滿州鄉, Pinyin Mǎnzhōu Xiāng, Paiwan: Manutsuru) ist eine Landgemeinde im Landkreis Pingtung auf Taiwan (Republik China).

## Lage
Manzhou liegt nahe der Südspitze an der Ostküste der Insel Taiwan. Das Gemeindegebiet besteht aus hügeligem Bergland, das die Endausläufer des Taiwanischen Zentralgebirges bildet. Das Terrain ist meist bewaldet oder von dichter tropischer Vegetation bedeckt, aber gelegentlich unterbrochen durch Wiesen. Das Klima ist tropisch heiß und ozeanisch beeinflusst. Im Herbst und Winter bringt der Nordost-Monsun die meisten Regenfälle.
Die Nachbargemeinden sind Mudan im Norden, Checheng im Nordwesten und Hengchun im Süden und Südwesten. Die östliche Begrenzung bildet die Pazifikküste (Philippinensee).

## Geschichte und Herkunft des Namens
Die ursprünglichen Bewohner waren Angehörige der indigenen Völker Taiwans, in neuerer Zeit die Paiwan. Zum Ortsnamen Manzhou soll es durch eine Reihe von homophonen Umbildungen gekommen sein. Früher sollen die Paiwan, die im Gebiet auf Jagd gingen, die Reste der erlegten Tiere hier gelassen haben, wo sie verrotteten. Dadurch sei der ursprüngliche Paiwan-Name vangecul entstanden, was so viel wie „stinkend“ bedeutet. Durch die ab dem 19. Jahrhundert in größerer Zahl in die Gegend kommenden Han-chinesischen Siedler wurde die lautmäßig Bezeichnung aufgegriffen und in das Minnan-chinesische 蚊蟀,  báng sut mit der Bedeutung „Mücke“ oder „Moskito“ transformiert. Zur Zeit der japanischen Kolonialherrschaft in Taiwan erfolgte 1920 eine erneute homophone Umbenennung in 満州庄,  Mǎnzhōu Zhuāng, in japanischer Lesart Manshū Shō, „Mandschurisches Dorf“. Nachdem Taiwan 1945 zur Republik China gekommen war, wurde Manzhou in der neuen Schreibweise 滿州 zu einer Landgemeinde (鄉,  Xiāng) im 1950 neu eingerichteten Landkreis Pingtung.

## Bevölkerung
Nach der offiziellen Statistik gehörten Ende 2017 2144 Personen (etwa 27 %) den indigenen Völkern an. Ganz überwiegend handelte es sich um Paiwan. Die Bevölkerungsmehrheit bilden Han-Chinesen (Hoklo und Hakka).

## Verwaltungsgliederung
| Gangzi 港仔村 Jiupeng 九棚村 Zhangle 長樂村 Xianglin 響林村 Lide 里德村 Gangkou 港口村 Yongjing 永靖村 a a: Manzhou 滿州村 |

Shizi ist in 8 Dörfer (村,  Cūn) gegliedert: Gangzi (港仔村), Jiupeng (九棚村), Zhangle (長樂村), Xianglin (響林村), Lide (里德村), Gangkou (港口村), Yongjing (永靖村) und Manzhou (滿州村).

## Verkehr
Hauptverkehrsader ist die Kreisstraße 200, die aus der von Norden kommenden Provinzstraße 26 hervorgeht und westlich in kurvigem Verlauf nach Süden zieht. Weiter südlich biegt sie nach Westen ab und zieht in die Nachbargemeinde Hengchun. Im sündlichen Abschnitt zweigt die Kreisstraße 200A (200甲) ab, die in südöstliche Richtung zur Küste führt, wo sie südlich des Flusses Gankou wieder als Provinzstraße 26 zur Insel-Südspitze führt.

## Landwirtschaftliche Produkte
Typische landwirtschaftliche Produkte sind „schwarze Bohnen“ (黑豆,  Hēidòu, wohl eine Form von Sojabohnen), Gankou-Tee und Drachenfrucht. Außerdem wird Heu für die Viehwirtschaft gewonnen.

## Sehenswürdigkeiten
Etwa ein Drittel des Gemeindegebiets (69,5610 km²) sind Teil des Kenting-Nationalparks, der Taiwans meistbesuchten Nationalpark darstellt. Ansonsten ist die Gemeinde eher wenig touristisch erschlossen. Sehenswert sind die tropische Vegetation, Wanderwege, wie der Nanrenhu-Wanderweg (南仁湖步道) zum gleichnamigen See (南仁湖,  Nánrén hú), die Dünenlandschaft von Jiupeng (九棚沙漠, „Jiupeng-Wüste“, ), die Jialeshui-Wasserfälle (佳樂水瀑布, ) und die Fußgänger-Hängebrücke über den Fluss Gankou () u. a. m.

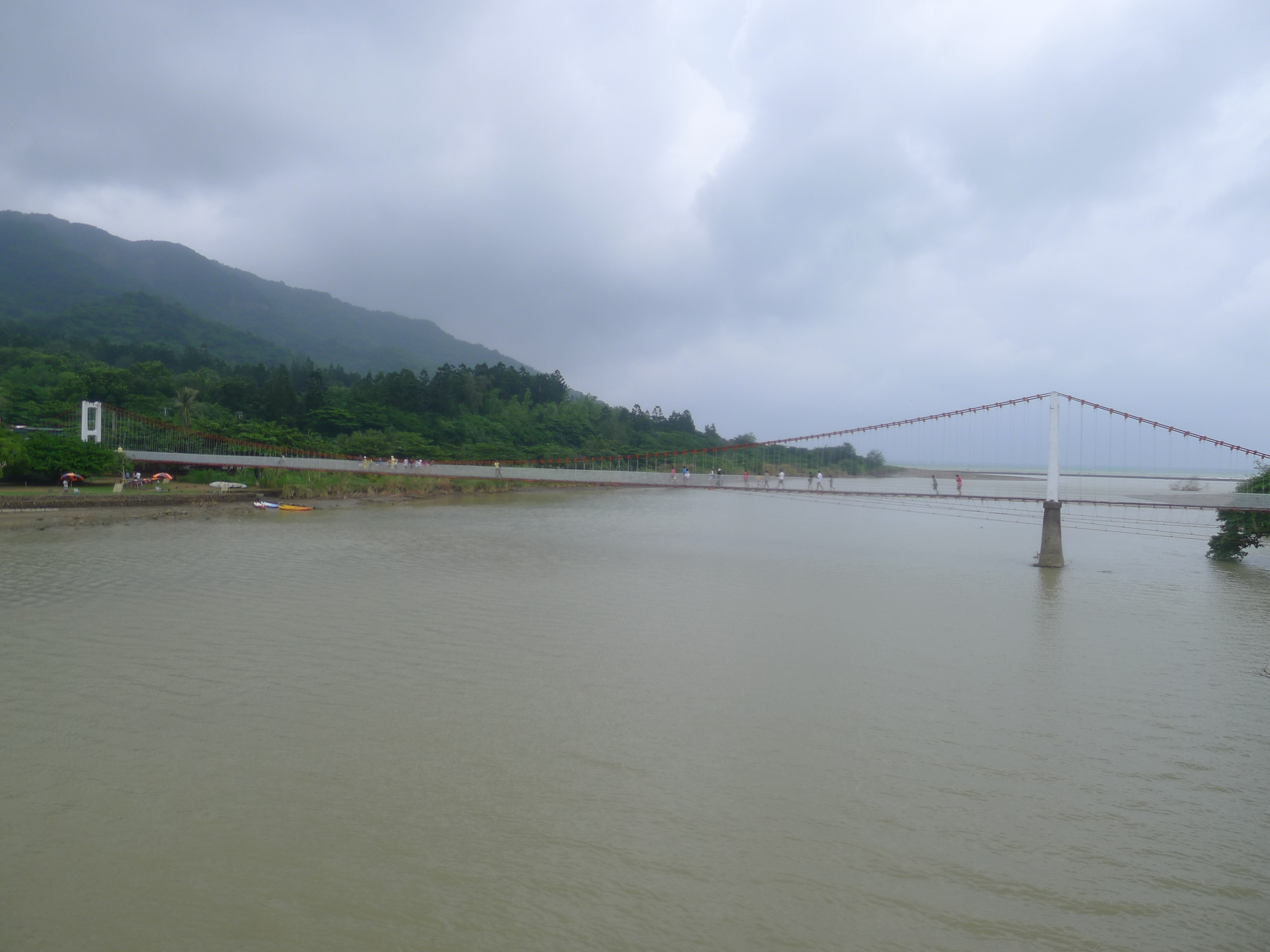
Fußgänger-Hängebrücke über den Fluss Gankou
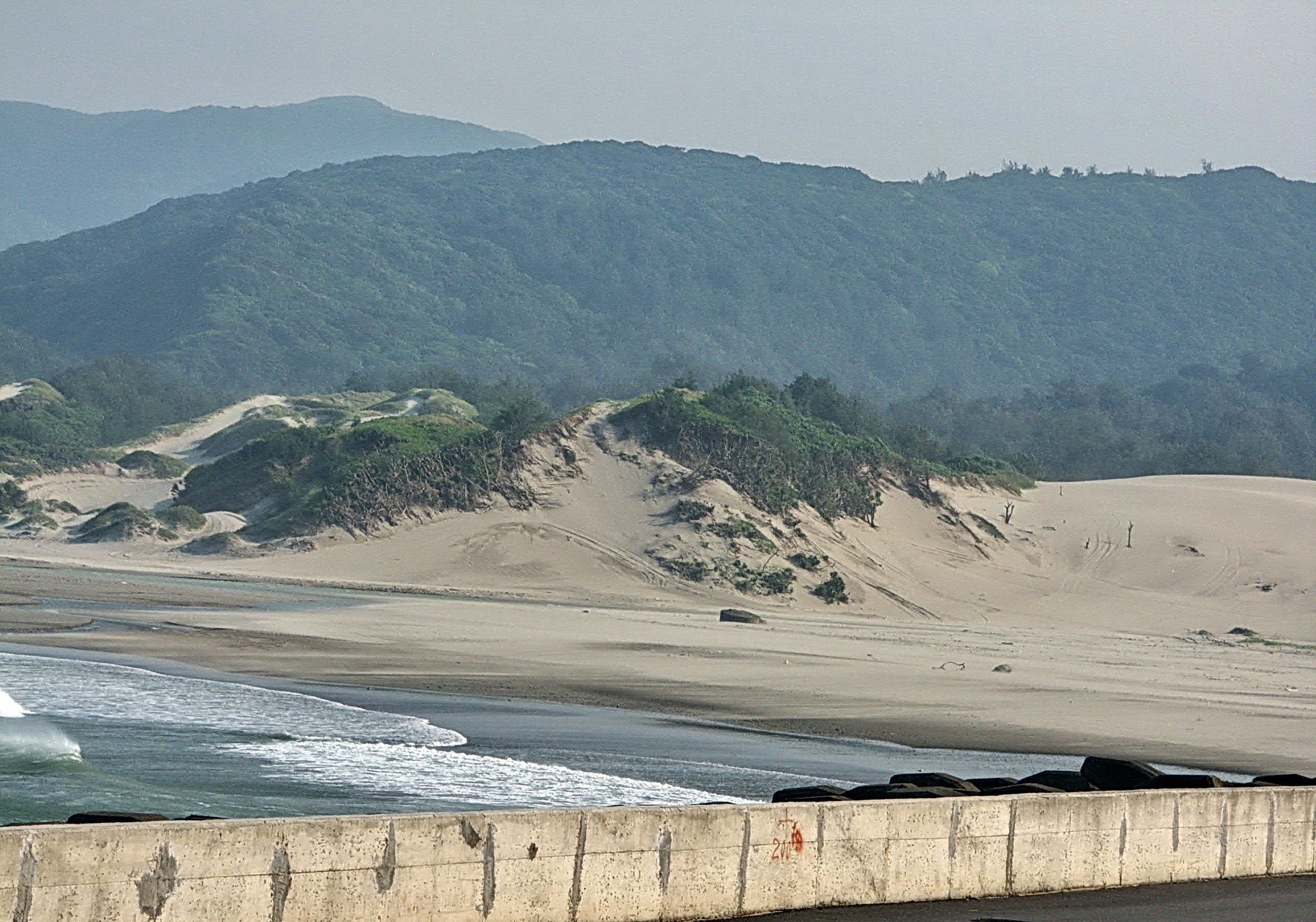
Dünen von Gangzai
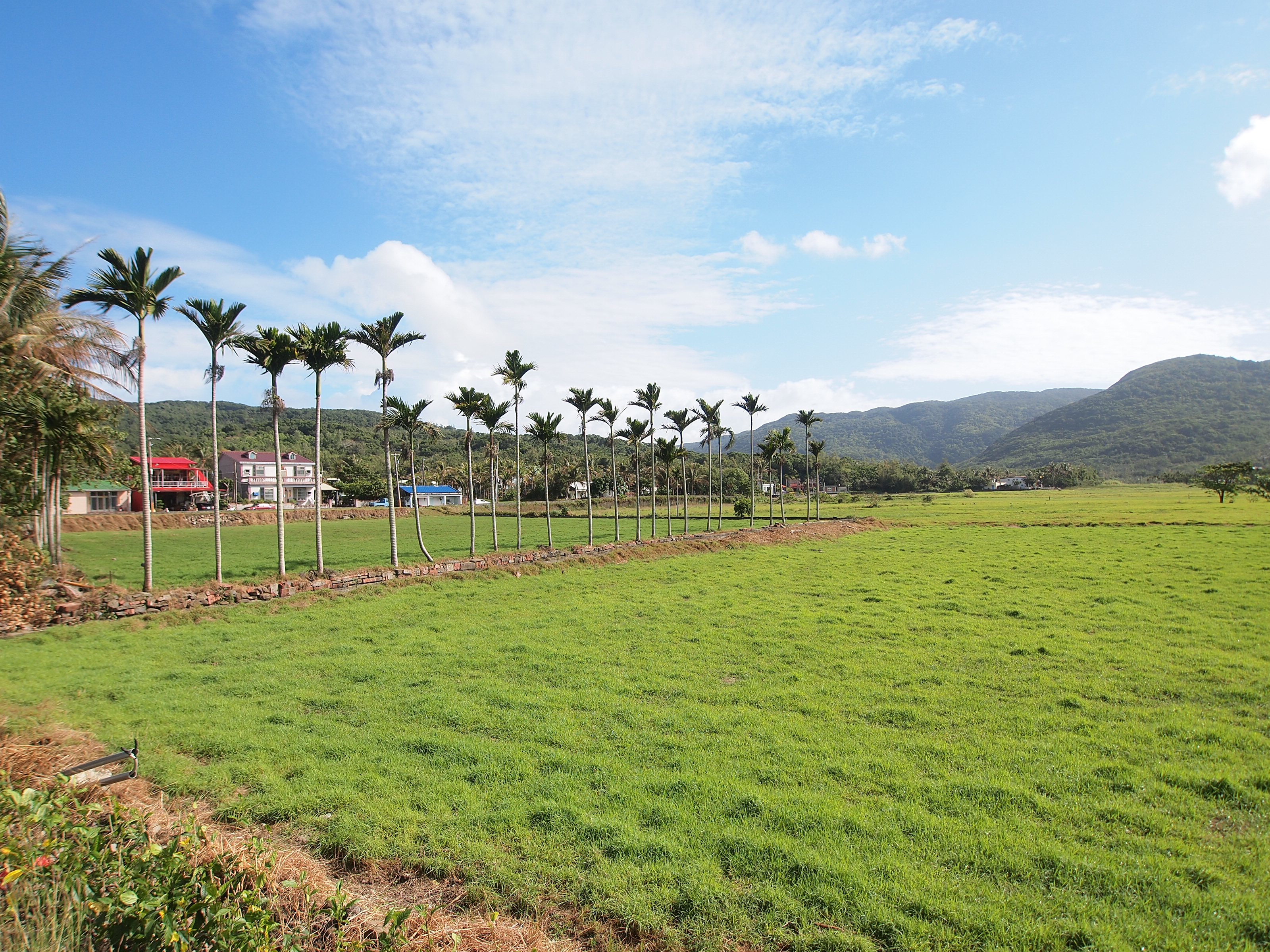
Landschaft in Manzhou